# Christoph Merian

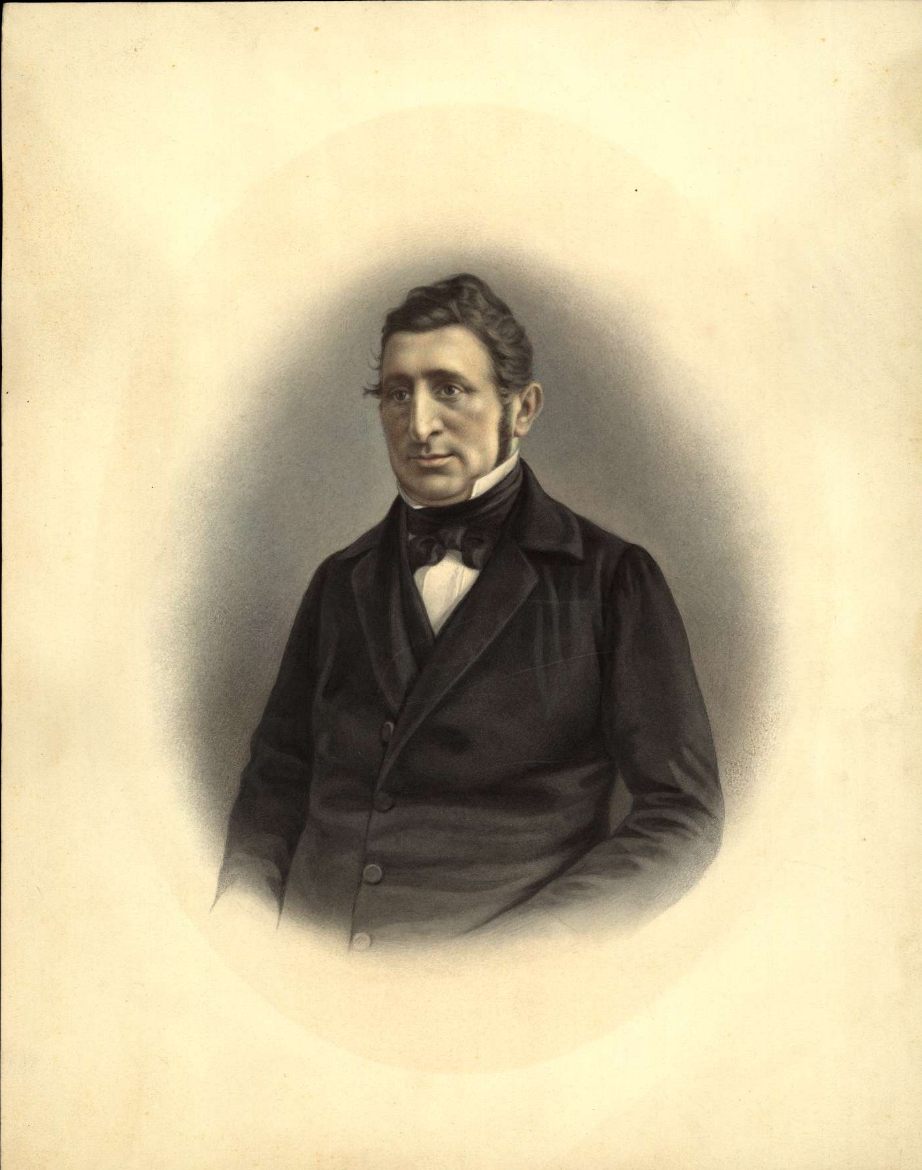
Christoph Merian-Burckhardt

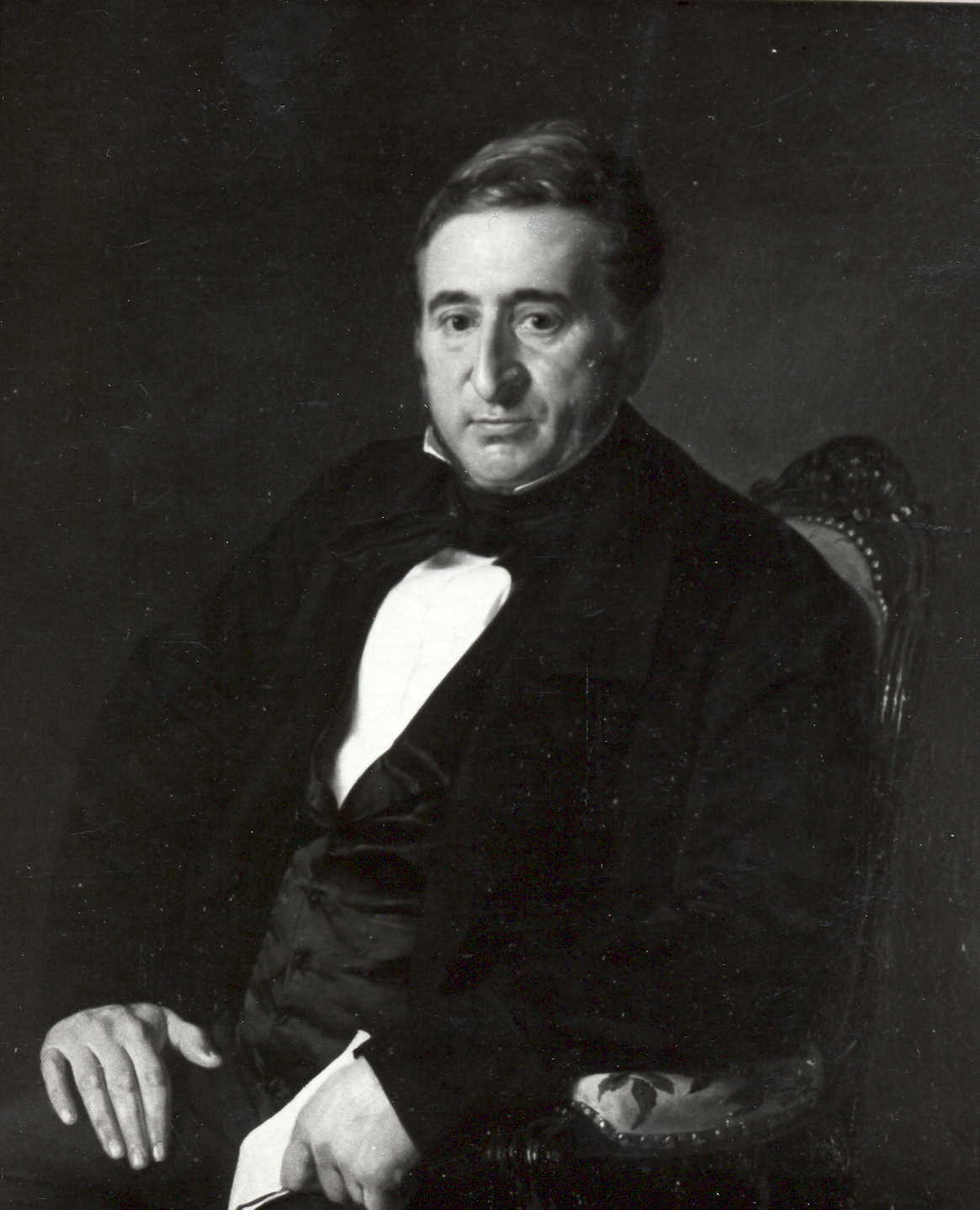
Christoph Merian, von Johann Friedrich Dietler, 1855

Christoph Merian (* 22. Januar 1800 in Basel; † 22. August 1858 in Münchenstein), Sohn von Christoph Merian senior (1769–1849) und Valeria Hoffmann (1773–1834) war ein Schweizer Grossgrundbesitzer, Rentier und Gründer der Christoph Merian Stiftung.

## Leben
Christoph Merian-Burckhardt stammte aus der vornehmen Basler Familie Merian. Sein gleichnamiger Vater war Grosskaufmann und betrieb zuerst Rohbaumwolle-Handel und später alle möglichen Speditions-, Bank- und Spekulations-Geschäfte. Er galt als reichster Schweizer seiner Zeit. Besonders grosse Gewinne erzielte seine Firma «Frères Merian» durch Umgehung der napoleonischen Kontinentalsperre, was zu diplomatischen Interventionen Frankreichs in der Schweiz führte. Das riskante Handelsgeschäft gab der Vater 1810 auf; er investierte fortan in elsässische Industriebetriebe oder machte Bankgeschäfte.
Nach seiner Schulzeit absolvierte Christoph Merian-Burckhardt eine kaufmännische Lehre, was ihn befähigte, einmal den väterlichen Beruf aufzugreifen. Er zeigte aber auch ein ausgeprägtes Interesse an der Landwirtschaft und liess sich 1818–1821 im Landwirtschaftlichen Institut in Hofwil bei Münchenbuchsee sowie in der Landwirtschaftlichen Akademie von Hohenheim bei Stuttgart zum Agronomen ausbilden. Dies war ein für einen jungen Basler Patriziersohn ungewöhnlicher Berufsweg; allerdings zeigte auch der Vater durch den Kauf von Gütern bei Basel und in Lothringen einen zunehmenden Hang zum Grundbesitz. Zudem hatten die genannten Ausbildungsstätten einen exzellenten Ruf. Insbesondere Hofwil zog die Söhne der europäischen Bürger- und Adelselite an.

Margaretha Merian, 1835

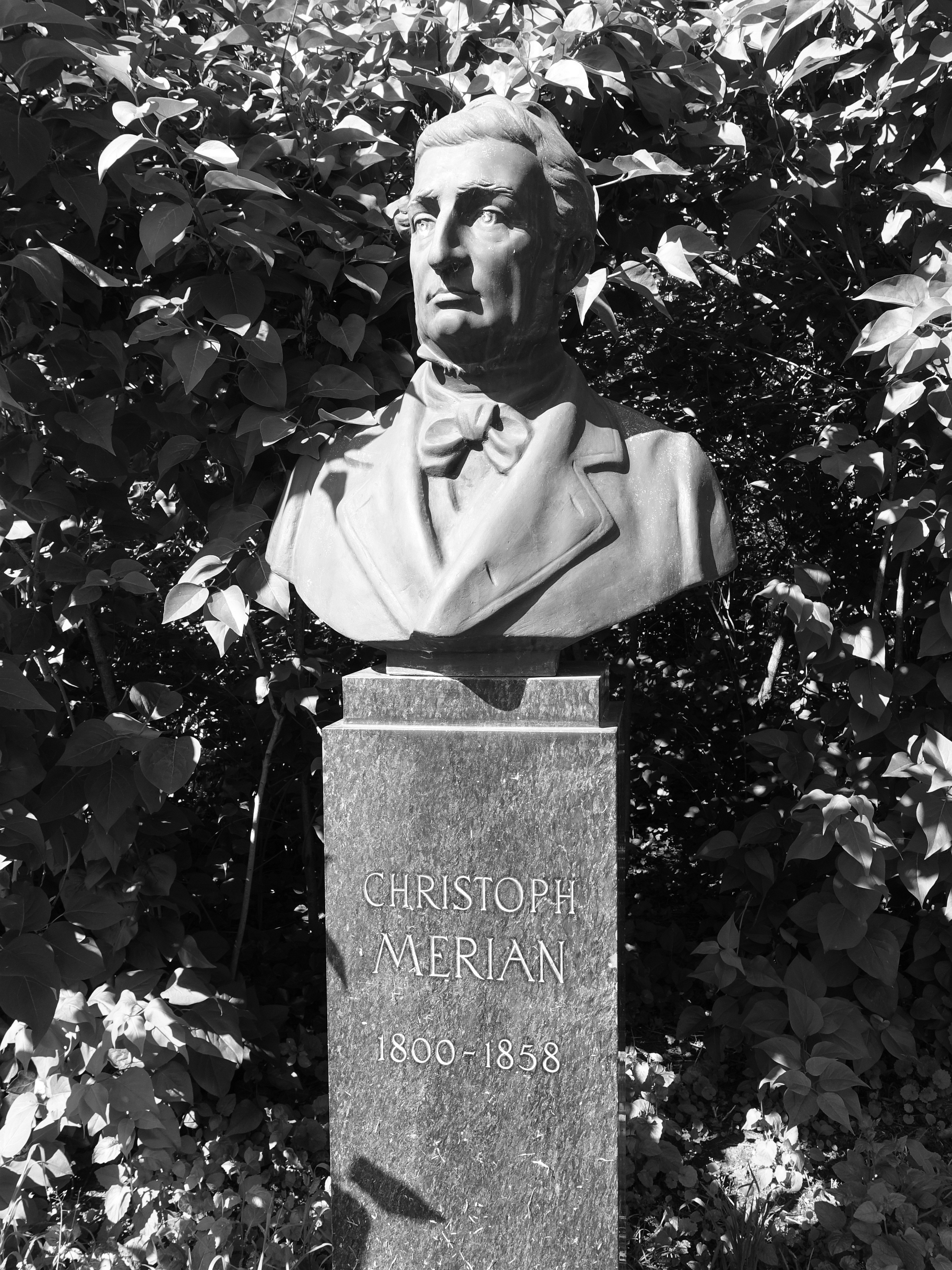
Büste im Garten des Sommercasino

Im Jahr 1824 heiratete Christoph Merian die Industriellentochter Margaretha Burckhardt (8. September 1806 – 3. Mai 1886). Mit Merians Eltern bewohnten sie deren Stadtvilla. Als Hochzeitsgeschenk bekamen sie von Merians Vater den ca. 56 Hektar umfassenden Landsitz Brüglingen, mit dem Herrschaftshaus Villa Merian, in Münchenstein bei Basel, den Merian ab 1829 von einem Pächter bewirtschaften liess. Obwohl er anfangs nicht über viel Eigenkapital verfügte, begann er recht bald, zusätzliche Parzellen zu erwerben; als seine Mutter 1835 starb, konnte er mit dem geerbten Geld seine Zukäufe noch erhöhen. Alle Käufe dienten dazu, das Brüglinger Gut zu erweitern und abzurunden. So erwarb er 1837 das Gebiet St. Jakob an der Birs mit der St. Jakobskirche und den umliegenden Liegenschaften. Am Ende seines Lebens umfasste sein Besitz samt einigen anderen Grundstücken im nahen Land Baden 325 Hektar, was für schweizerische Verhältnisse ungewöhnlich gross war.
Die agronomische Betätigung Merians war nicht einfach Ausdruck eines romantischen Interesses am Land oder eine Abkehr von den väterlichen Geldgeschäften. Merian legte Wert auf eine moderne Bodenbewirtschaftung und war ein unternehmerisch denkender Kapitalanleger, der allerdings das Schwergewicht auf Solidität legte, im Gegensatz zu den spekulativen Möglichkeiten während der napoleonischen Kriege. Er bevorzugte sichere Wertpapiere und gab Kredite an Handwerker, Bauern und Gewerbetreibende.
Christoph Merian hinterliess keine persönlichen Aufzeichnungen, was es schwer macht, die Beweggründe seiner Handlungen zu deuten. Sicherlich hatte er eine traditionelle Weltsicht, die ihm die Industrielle Revolution und deren Auswirkungen auf die Gesellschaft bedenklich erscheinen liess. Er war geprägt durch den Pietismus, der besonders in Basel weit verbreitet war (Frommes Basel). Aus einer ausgeprägten persönlichen Frömmigkeit und einem tief verwurzelten Standesbewusstsein entsprangen sowohl ein zurückgezogener, betont christlicher Lebenswandel als auch ein paternalistisches Verantwortungsgefühl für Arme und Bedürftige. So spendete Merian schon zeit seines Lebens namhafte Beträge, z. B. für das städtische Spital, zur Verbilligung des Brotes für Einwohner von Basel und Umgebung und für anderes mehr.

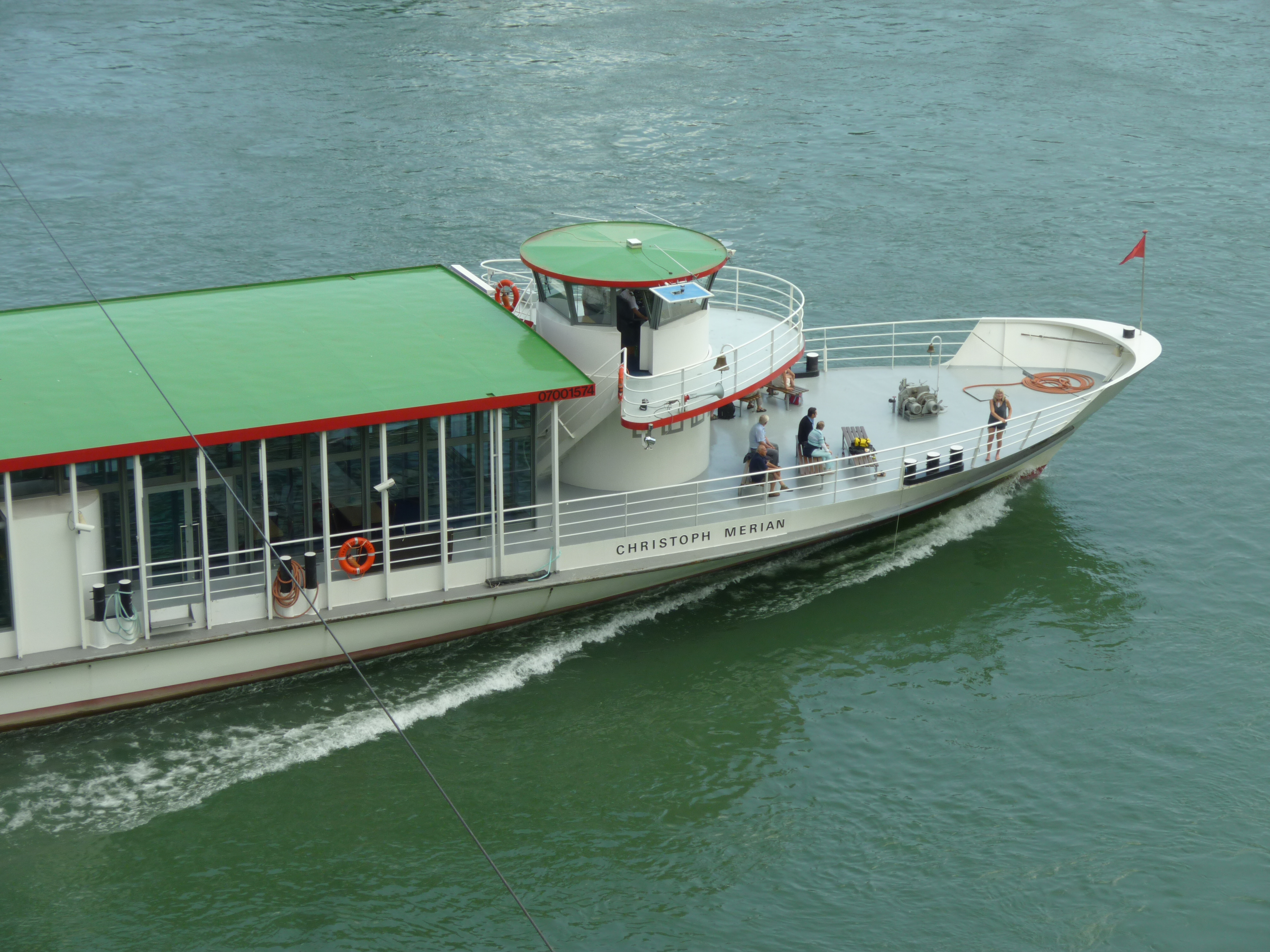
Rheinschiff «Christoph Merian»

Am 22. August 1858 starb Christoph Merian. Das Kernstück seines Testaments bildeten die Artikel 26 und 27, mit denen er die überlebende Gattin und nach deren Tod die «liebe Vaterstadt» zur Universalerbin machte. Als Margaretha Merian 1886 starb, gingen rund zwölfeinhalb Millionen Franken an Basel. Zur Verwaltung des Vermögens wurde die Christoph Merian Stiftung eingesetzt. Die ausschliessliche Bevorzugung Basels mag in einem patriotischen Empfinden gelegen haben, das mit der gewaltsamen Kantonstrennung im Jahr 1833 zusammenhing. Die offen und sehr anpassungsfähig formulierten Artikel bestimmen, dass bei Erhaltung des Kapitals der Stiftungsertrag zur «Linderung der Not und des Unglücks», zur «Förderung des Wohles der Menschen» und für die «Durchführung der unserem städtischen Gemeinwesen obliegenden oder allgemeinnützlichen und zweckmässigen Einrichtungen» zu verwenden sei.
Aus dem nachfolgenden Wirken der Witwe geht hervor, dass das ungewöhnliche Vermächtnis auf gemeinsamen Willen des kinderlosen Ehepaares beruhte. Margaretha Merian-Burckhardt führte die von Christoph Merian begonnenen Verpflichtungen weiter. So wurde die von ihm finanzierte Kirche St. Elisabethen fertiggestellt und der Kirchenkommission Basel-Stadt übergeben. Die Kirche ist durch ihre Namensgebung (die hl. Elisabeth ist die Schutzpatronin der Armen) und konservative Formensprache (sie ist eines der bedeutendsten neugotischen Baudenkmäler der Schweiz) ein steinernes Credo des Ehepaars Merian, das unter dem Bau in einer eigenen Gruft beigesetzt ist.